# La Lande-d'Airou
La Lande-d'Airou is een gemeente in het Franse departement Manche (regio Normandië) en telt 483 inwoners (2004). De plaats maakt deel uit van het arrondissement Saint-Lô.
Een oudere benaming is  La Lande d'Airon.

## Geografie
De oppervlakte van La Lande-d'Airou bedraagt 15,3 km², de bevolkingsdichtheid is 31,6 inwoners per km².
De onderstaande kaart toont de ligging van La Lande-d'Airou met de belangrijkste infrastructuur en aangrenzende gemeenten.

## Demografie
Onderstaande figuur toont het verloop van het inwonertal (bron: INSEE-tellingen).